# 충흥령
충흥령 이득길(忠興令 李得吉, 1615년 ∼ 1662년)은 조선중기의 왕족으로 덕흥대원군의 증손이며, 종실 장림도정 이덕령(長臨都正 李德齡)의 3남이다.

## 생애
조선중기의 왕족으로 본관은 전주, 휘는 득길(得吉)이다. 덕흥대원군의 증손이며, 선조의 백형 하원군의 손자이다. 아버지는 종실 장림도정 이덕령(長臨都正 李德齡)이고, 어머니는 생원(生員) 충주인(忠州人) 어복원(魚復元)의 딸로 신부인 어씨(愼夫人 魚氏)이다.
부인은 고령인(高靈人) 신복만(申福萬)의 딸로 온인 고령신씨(溫人 高靈申氏)이다.
장림도정의 3남으로 을묘(乙卯) 1615년(광해 7) 11월 27일 탄생하였다. 통직랑(通直郞) 충흥령(忠興令)의 봉작받고 임인(壬寅) 1662년(현종 3) 11월 7일 향년 48세로 별세하여 장단 진현면 공덕리 자좌로 예장하였다.

## 가족관계
- 아버지 : 장림도정 이덕령(長臨都正 李德齡)
- 어머니 : 신부인 어씨(愼夫人 魚氏), 생원(生員) 충주인(忠州人) 어복원(魚復元)의 딸.
- 부인 : 온인 고령신씨(溫人 高靈申氏, 1614년 - 1666년), 고령인(高靈人) 신복만(申福萬)의 딸.
  - 장남 : 이은한(李殷漢)
  - 2남 : 이우한(李佑漢)
  - 3남 : 이서한(李緖漢), 종숙(從叔) 종실 양산수 이인경(楊山守 李仁慶)에게 출계.
  - 4남 : 이좌한(李佐漢)
  - 5남 : 이보한(李輔漢)
  - 6남 : 이원한(李元漢)
  - 장녀 : 달성인(達城人) 서래대(徐來大)에게 출가.